# Josep Maria Arnavat Vilaró
Josep Maria Arnavat Vilaró fou un poeta català nascut a Reus el 1917.

## Biografia
Va fer estudis primaris a la seva ciutat, i, sense mitjans poder seguir estudiant va fer diverses feines per subsistir. A la guerra civil va fer de radiotelegrafista amb l'exèrcit republicà al front d'Extremadura, i tornat a Reus, va treballar com a dependent d'una botiga de roba fins a l'any 1955 o 1956 i més endavant a la Caja de Ahorros Provincial de Tarragona, entitat sorgida del pas del grup d'oficines de la Diputació de Barcelona a una caixa depenent de la Diputació de Tarragona, i en fou nomenat director de l'agència coneguda com a Jaume I (més tard agència Hércules), que fou una de les primeres "agències urbanes" (és a dir agències de la sucursal principal) que es van obrir a Reus, lloc en el qual es va jubilar.

## La "Peña del Laurel"
Als primers anys quaranta va formar part de l'anomenada "Peña del Laurel" que aplegava artistes reusencs de diferents disciplines: el músic Tous, els escriptors Bargalló, Amigó, Ardèvol, Borrell, Martí Queixalós, el pintor Calderó, l'escultor Bofarull i d'altres, i que es reunia al cafè del Teatre Bartrina. Es relacionava assíduament amb els intel·lectuals locals, com Joaquim Santasusagna, Josep Iglésies, Teresa Miquel i el doctor Lluís Grau. Va fer d'agent cultural, proporcionant quadres i llibres que les circumstàncies feien de difícil difusió. Amb Ramon Amigó i Xavier Amorós (els deien La Triple A) va fundar els "Amics de la Poesia" a imatge d'un grup que, amb el mateix nom, havia actuat a Barcelona als anys vint, auspiciat per Josep Carner, i van aconseguir portar al Centre de Lectura de Reus Carles Riba, Clementina Arderiu, López-Picó, Octavi Saltor i Blai Bonet, i encara més endavant Joan Triadú i Maria Aurèlia Capmany.

## Obra
Va publicar el llibre Gamma (1946), que fou el primer llibre imprès en català a la ciutat després de la victòria de Franco, i que, segons Magí Sunyer, està escrit en un llenguatge precís, tant en els sonets com en les poesies molt breus, gairebé sense anècdota, tendint cap a la poesia pura. Més tard publicà Desfent silencis (1950), Declaro pertot i enlloc (1963), Els set pecats capitals (1963), D'un Nadal a l'altre (1972), i No us dono el braç a tòrcer (1976). Va col·laborar amb obres pròpies a l'Antologia de la poesia reusenca (1956-1961), l'últim volum de la qual va dirigir el 1961, i el conjunt va prendre molta volada: s'hi van incorporar dibuixos de Pere Calderó, Juli Garola, Sefa Ferré, Ceferí Olivé, Magda Folch, Enric Prats, Josep Iglésies, Rodolf Figuerola, Constantí Zamora, Morató Aragonès, Nosàs i Ferré Revascall, entre alguns altres. Els seus poemes van rebre diversos premis. Pels anys seixanta es dedicà breument a la narració i publicà les proses "Petita crònica" al Setmanari Reus, on també publicà poemes.
Va morir el 1976. El Centre de Lectura va publicar pòstumament Poesia inèdita (1986), que recull tres llibres: "Llibre dels mals averanys", narratiu i amb so espriuà, "De part del senyor metge", recull de sonets, i "Llibre de les estelles", de contingut autobiogràfic. Els seus llibres de poesia mostren la influència de Riba, Folguera, J.V. Foix i, finalment, entronquen amb el realisme.
El 2017, l'Associació d'Estudis Reusencs ha reeditat tota la seva obra en un sol volum titulat Obra Poètica, que inclou també els seus poemes dispersos no publicats en llibre. L'estudi preliminar de Joaquim Mallafrè, amb bibliografia, analitza detalladament la seva obra.
La ciutat de Reus li ha dedicat un carrer entre la Riera de Miró i la plaça de la Puríssima Sang.